# Lara Abdallat
Lara Abdallat   (c. 1982) és una activista, pirata informàtica i antiga reina de bellesa jordana.
Va ser coronada Miss Jordània el 2010 i va ser la primera finalista del concurs de bellesa Miss Àrab el 2011.
El seu activisme en línia va començar després de la publicació del vídeo de l'execució del pilot jordà Muath al-Kasaesbeh i l'atac del 2015 a la revista satírica francesa Charlie Hebdo, encara que en altres llocs ha afirmat que va contactar per primera vegada amb els hacktivistes el novembre de 2014.
Forma part dels grups hacktivistes CtrlSec i "Ghost Security" (GSG), que treballen per bloquejar o suspendre comptes de Twitter, piratejar llocs web i eliminar vídeos de propaganda dels llocs quan aquestes publicacions, tuits o vídeos promocionen el fonamentalisme islàmic de grups com ISIS, Boko Haram, Al-Qaeda, Al-Nusra i Al-Shabaab. El novembre de 2015, alguns membres de Ghost Security van decidir cooperar amb les forces de seguretat del govern, mentre que altres volien continuar la posició antigovernamental de la seva organització matriu Anonymous. Abdallat va optar per fer costat al primer, i aquesta branca del grup va passar a anomenar-se "Ghost Security Group". El grup afirma que alertar a les organitzacions antiterroristes governamentals va aturar un possible atac el 2015 a Times Square i un altre a Tunísia. Sobre el paper de GSG en la prevenció d'aquests incidents, Abdallat va dir: "Vull dir-vos que aquell dia se'm va posar la pell de gallina. Va ser com si la meva alegria fos més que donar a llum un nadó a aquest món. Ho vaig sentir amb més intensitat."
També ha dit que només desitja utilitzar el seu hacktivisme contra les organitzacions terroristes: "Només pirategem de manera humanitària. Mai l'utilitzaríem d'una manera per molestar individus o governs normals".
Abdallat és l'únic membre de Ghost Security Group la identitat del qual és pública i, segons articles publicats el 2015, n'és l'únic membre musulmà.
Els seus objectius semblen ser tant salvar vides com proporcionar al món una altra visió de l'Islam. Ella va declarar en una entrevista a Mic : "L'islam és una religió pacífica. No hi ha res que diu que hauríem de prendre ànimes. Una ànima és una cosa molt preuada". En altres llocs, ha declarat: "Estan cometent crims contra l'islam; estan destruint la imatge de la nostra religió i jo volia fer la meva part per aturar-los".
També s'ha implicat en desacords públics o protestes contra ISIS a través de Twitter.
El seu pare és jordà i la seva mare és turco-siriana.